# 萩の台駅
萩の台駅（はぎのだいえき）は、奈良県生駒市萩の台にある、近畿日本鉄道（近鉄）生駒線の駅。駅番号はG21。

## 歴史
- 1980年（昭和55年）4月23日：生駒線の東山 - 南生駒間に新設開業[1]。
- 1985年（昭和60年）9月22日：交換可能駅となる。
- 1993年（平成5年）3月17日：東山 - 当駅間複線化[2]。
- 2007年（平成19年）4月1日：PiTaPa使用開始[3]。
- 2021年（令和3年）10月1日以降時期不明：終日無人駅化[4]。

## 駅構造
島式1面2線のホームを持つ橋上駅。王寺方複線、生駒方単線の行き違い可能駅である。ホーム有効長は4両分。駅入口は東西双方にあり、地形の関係上東側の入口は住宅街と同じ高さにある。改札口は1ヵ所のみ。
生駒駅管理の無人駅で、PiTaPa・ICOCA対応の自動改札機および自動精算機（回数券カードおよびICカードのチャージに対応）が設置されている。

### のりば
| のりば | 路線     | 方向 | 行先     |
| ------ | -------- | ---- | -------- |
| 1      | G 生駒線 | 下り | 王寺方面 |
| 2      | G 生駒線 | 上り | 生駒方面 |

## 利用状況
近年における当駅の1日乗降人員の調査結果は以下の通り。
- 2023年11月7日：2,217人
- 2022年11月8日：2,272人
- 2021年11月9日：2,154人
- 2018年11月13日：2,634人
- 2015年11月10日：2,927人
- 2012年11月13日：2,927人
- 2010年11月9日：3,113人
- 2008年11月18日：3,095人
- 2005年11月8日：3,246人

## 駅周辺
東側に萩の台住宅地があり、駅利用者のほとんどはこちらから来駅する。
- 生駒萩の台郵便局
- 生駒市立生駒南第二小学校
- 生駒市営井出山グラウンド
- 生駒警察署萩の台駐在所
- 竜田川浄化センター

## バス路線
生駒市コミュニティバス「たけまる号」（萩の台駅バス停）　※ 2015年11月26日現在
- 萩の台線：マックスバリュ生駒南店行き

## 隣の駅
近畿日本鉄道
G 生駒線
南生駒駅 (G20) - 萩の台駅 (G21) - 東山駅 (G22)